# Edgar Whitcomb

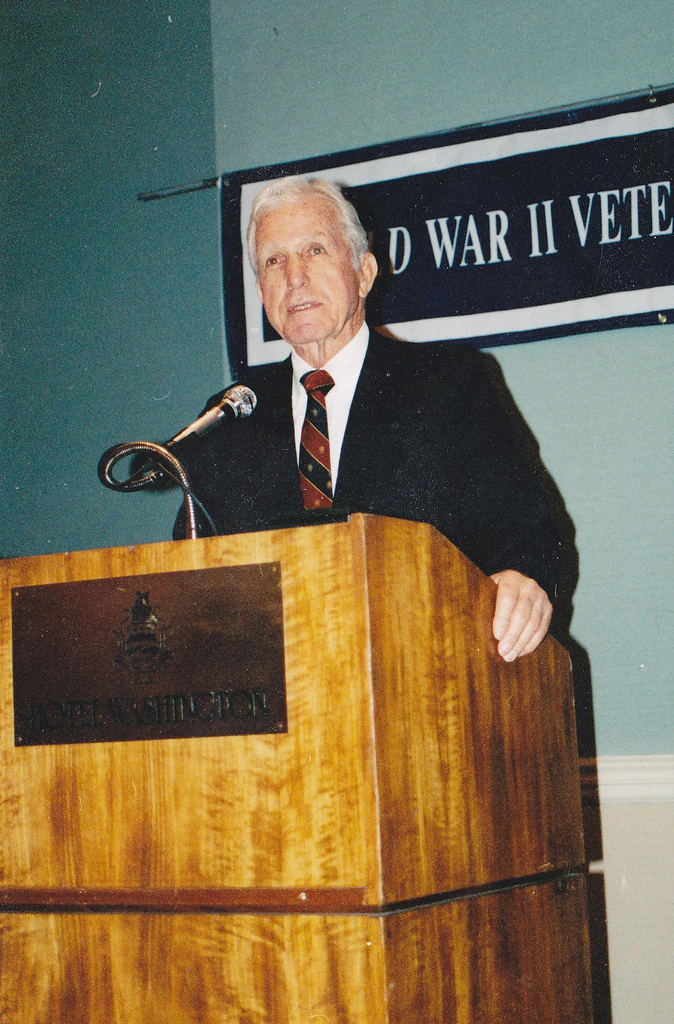
Edgar Whitcomb (2006)

Edgar Doud Whitcomb (* 6. November 1917 in Hayden, Jennings County, Indiana; † 4. Februar 2016 in Rome, Indiana) war ein US-amerikanischer Politiker. Er war zwischen 1969 und 1973 der 43. Gouverneur des Bundesstaates Indiana.

## Frühe Jahre und politischer Aufstieg
Edgar Whitcomb besuchte bis zum Zweiten Weltkrieg die Indiana University. Während des Krieges war er Heeresflieger. Über seine Kriegserfahrungen auf den Philippinen hat er später ein Buch geschrieben. Nach seiner Rückkehr in die Heimat studierte Whitcomb an der Law School der Indiana University Jura. In den folgenden 30 Jahren übte er seinen Beruf im südlichen Indiana aus. Gleichzeitig war er Mitglied der Reserve der US-Luftwaffe.
Der Republikaner Whitcomb war zwischen 1951 und 1953 Mitglied des Senats von Indiana. Im Jahr 1954 bewarb er sich erfolglos um einen Sitz im Repräsentantenhaus der Vereinigten Staaten. Ein Versuch, in den US-Senat gewählt zu werden, scheiterte 1964 ebenfalls. Stattdessen wurde er im Jahr 1966 zum Secretary of State von Indiana gewählt. Zwei Jahre später schaffte er als Kandidat seiner Partei den Sprung in das Amt des Gouverneurs.

## Gouverneur von Indiana
Whitcombs vierjährige Amtszeit begann am 13. Januar 1969. In diese fiel der Höhepunkt des Vietnamkrieges, für den auch Indiana Soldaten abstellen musste. Nach Ablauf seiner vier Jahre schied er am 9. Januar 1973 aus dem Amt. 
Im Jahr 1976 bewarb sich Whitcomb erneut um einen Sitz im US-Senat. Auch dieser Versuch war nicht von Erfolg gekrönt; er verlor in der Primary seiner Partei gegen Richard Lugar. Dann war er wieder als Anwalt tätig. Im Alter von 68 Jahren zog er sich 1985 in den Ruhestand zurück und unternahm einige Hochseesegelausflüge. Er lebte hochbetagt in seinem Heimatort Hayden im südlichen Indiana. Er war mit Patricia Whitcomb verheiratet, mit der er fünf Kinder hatte.